# Rai Radio 1
Rai Radio 1 és una cadena de ràdio que pertany a l'ens públic italià RAI, i és la més popular de totes les ràdios de l'empresa RAI. Es caracteritza per emetre informatius la major part del dia.

## Història
Es tracta del descendent directe de la primera emissora de ràdio que va operar a Itàlia, que va iniciar les seves transmissions des de Roma el 6 d'octubre de 1924, amb la veu d'Ines Viviani Donarelli. Aquesta estació, senyal de trucada 1-RO, és operada per la Unione Radiofonica Italiana (URI) de propietat privada. El 1927, aquesta companyia va ser absorbida per Ente Italiano per le Audizioni Radiofoniche (EIAR), que es va convertir en l'única emissora de ràdio autoritzada a Itàlia.
L'EIAR fou rebatejada com a Radio Audizioni Italiane (RAI) el 1944 com a part de la reconstrucció i la millora de la xarxa d'emissores supervivent després de la Segona Guerra Mundial, i la retransmissió de ràdio fou reorganitzada (amb efecte a partir del 3 de novembre de 1946) per proporcionar dos canals nacionals que abastessin la major part del país. El primer canal fou conegut com a Rete Rossa (xarxa vermella), amb seu a Roma i oficina a Florència, així com les estacions de Roma I, Napoli I, Bari I, Firenze, Palermo, Catania, San Remo, nonché Torino II, Milano II i Genova II i el segon com a Rete Azzurra (xarxa blava). Aquests noms "neutres" implicaven que tot i que cada canal era dirigit a proporcionar programació d'un estil contrastat, ambdós eren nominalment iguals en estatut i tenien una missió igualment àmplia.
L'1 d'octubre de 1952, en el marc d'una intervenció destinada a donar a cadascun dels seus canals una "personalitat" més distintiva (es va afegir un Terzo Programma l'1 d'octubre de 1950) la RAI va canviar el nom de Rete Rossa pel de Programma Nazionale (programa nacional), esdevingué més tard Primo Programma i eventualment Rai Radio 1.

## Programes més populars de Rai Radio 1 en tots els anys
- Chiamate Roma 3131 (de 1969 a 1974), d'antuvi amb Gianni Boncompagni, Franco Moccagatta, després Federica Taddei i posteriorment amb Paolo Cavallina i Luca Liguori
- Voi ed io amb Diego Fabbri, Sergio Fantoni, entre d'altres.
- Ascolta, si fa sera
- Santa Missa, Àngelus del Sant Pare en conjunt amb Ràdio Vaticà
- Culto evangélico
- Radio anch'io amb Gianni Bisiach (anys setanta i vuitanta)
- Via Asiago Tenda amb Stefano Satta Flores (anys vuitanta)
- Onda verde programa de cotxes CCISS.
- La mia voce per la tua domenica amb Corrado
- Golem (de 1997 al 2004), amb Gianluca Nicoletti
- Tutto il calcio minuto per minuto Retransmissió de futbol en directe.
- Italia, Istruzioni per l'uso amb Emanuela Falcetti

## Programació d'informació
- GR1
- GR Regione
- Il Giornale della Mezzanotte
- Il Giornale del Mattino
- RAI CCISS
- Bolmar

## Logos
| 2000–2010 | 2010–2015 | 2015–2017 | 2017–present |
| --------- | --------- | --------- | ------------ |